# أحمد وأحمد (فلم)
أحمد وأحمد: فيلم كوميدي مصري تم صدوره عام 2025. حقق الفيلم في السعودية إيرادات بلغت 10.2 مليون ريال (+130 مليون جنيه مصري). وفي مصر بلغت إيراداته54,260,469 جنيه مصري.وفي الإمارات 634,304 دولار (+30 مليون جنيه).
الفيلم من إخراج أحمد نادر جلال، ومن تأليف: أحمد درويش، محمد عبدالله سامي. ومن بطولة: أحمد السقا، أحمد فهمي، غادة عبد الرازق، سامي مغاوري، جيهان الشماشرجي، حاتم صلاح، أحمد عبدالوهاب، ورشدي الشامي.سامي مغاوري

## القصة
يقرر (أحمد) العودة إلى مصر وطلب يد (ضحى) للزواج، ولكن سريعًا تتعطل خططه حينما يُصاب خاله (أحمد) في حادث غامض ويفقد الذاكرة، ويكتشف سر خاله الصادم بزعامته لإمبراطورية إجرامية خطيرة.

## روابط خارجية
- أحمد وأحمد على موقع IMDb (الإنجليزية)
- أحمد وأحمد على موقع قاعدة بيانات الأفلام العربية
- أحمد وأحمد على موقع قاعدة بيانات الفيلم (الإنجليزية)
- أحمد وأحمد على موقع ليتربوكسد (الإنجليزية)